# 観音寺 (柏市)
観音寺（かんのんじ）は、千葉県柏市にある真言宗豊山派の寺院。

## 歴史
1595年（文禄4年）に開山された。かつては流山市の東福寺の末寺であったが、現在は奈良県桜井市の長谷寺の末寺である。
かつては別の場所に位置していたが、1742年（寛保2年）に現在地に移転した。現在の本堂は1967年（昭和42年）に新築したものである。2002年（平成14年）に改修工事が行われた。
当寺のかつての本尊は不動明王と観音菩薩である。「観音寺」の寺号はこれに由来する。現在は不動明王のみになっている。

## 交通アクセス
- 増尾駅より徒歩14分。